# Kleine valeriaan
De kleine valeriaan (Valeriana dioica) is een 15-30 cm hoog, overblijvend kruid uit de kamperfoeliefamilie (Caprifoliaceae).

## Beschrijving
De onderste bladeren zijn ongedeeld, de bovenste bladeren zijn meestal zeventallig geveerd. De bladeren zijn tegenoverstaand. De stengel is vrijwel kaal.

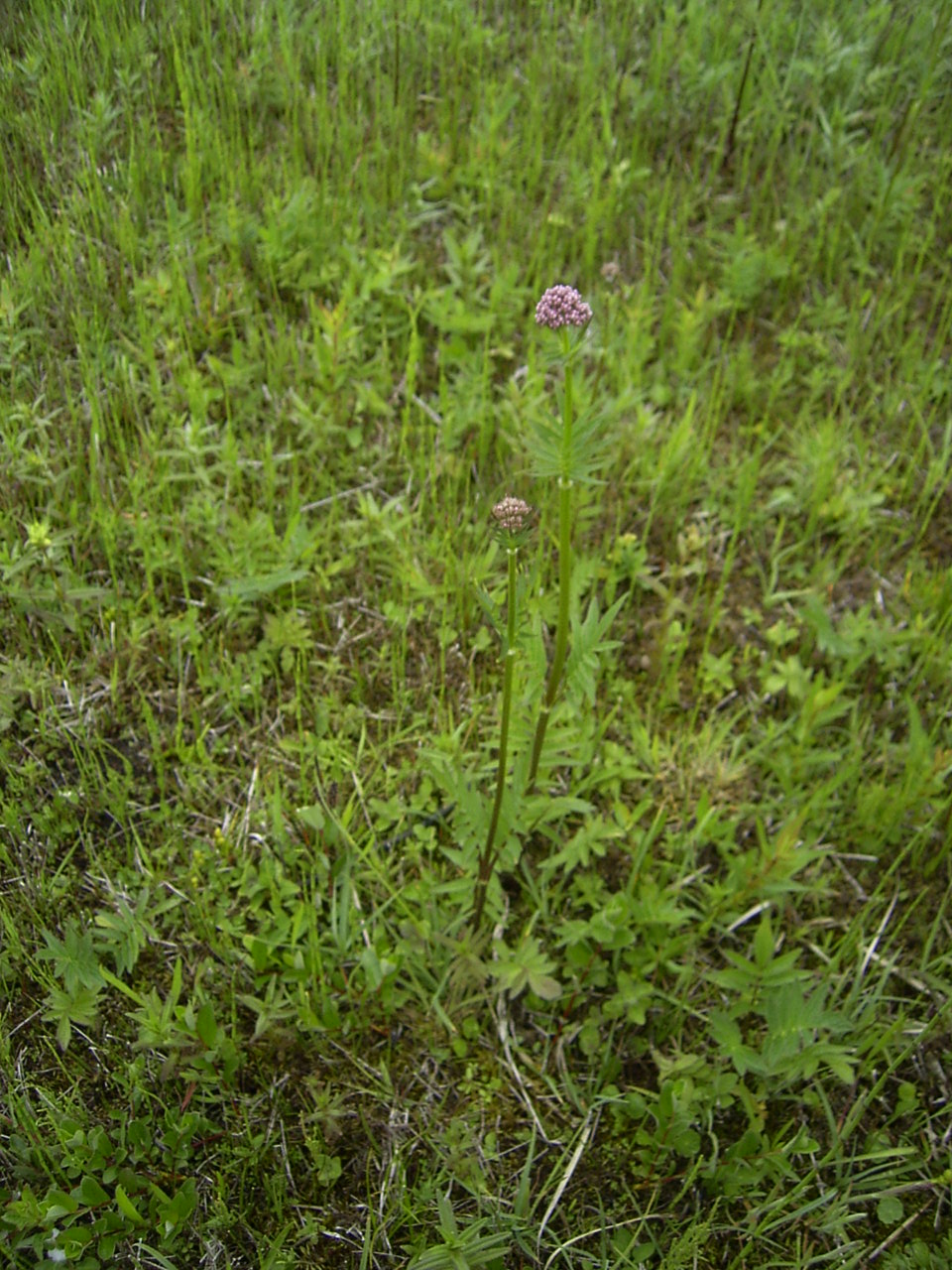
Bloeiende plant

De bijna altijd tweehuizige plant heeft witte of roze bloemen. De plant bloeit in april en mei. De mannelijke bloemen zijn het grootst. Het vruchtbeginsel is onderstandig. Ze is makkelijk van grote valeriaan te onderscheiden door haar kleinere formaat, tweehuizigheid en de ongedeelde wortelbladen.

## Verspreiding
Het is een vroeger algemene, maar tegenwoordig in België en Nederland zeldzame, soort van blauwgraslanden, elzenbroekbossen en andere matig voedselrijke plaatsen waar (licht)gebufferd water van goede kwaliteit aan de oppervlakte komt. Deze soort kwam vroeger veel voor in hooilanden en op kwelplaatsen en voelde zich goed thuis in het Nederlandse landschap van een eeuw geleden. Begin 21e eeuw is ze zeer sterk achteruitgegaan door verdroging, vermesting en het anderszins verdwijnen van natte hooilanden. Voorheen kwam ze overal voor waar matig voedselrijke natte graslanden waren, ze ontbrak alleen in de zeekleigebieden. Tegenwoordig is ze vrijwel beperkt tot reservaten waar men deze hooilanden nog in stand probeert te houden. De grootste concentraties van vindplaatsen in Nederland liggen nu in Drenthe, Twente, de kop van Overijssel en boezemlanden in het veenweidegebied. In Vlaanderen vormen de Antwerpse Kempen boven Lier en de Leemstreek tussen Leuven en Brussel het laatste bolwerk van deze soort.

## Plantengemeenschap
De kleine valeriaan is een kensoort voor de Molinietalia, een de orde van plantengemeenschappen van bloemrijke, vochtige graslanden op matig voedselrijke bodems.